# Муханов, Александр Владимирович
Александр Владимирович Муханов (16 февраля [4] марта 1874, Санкт-Петербург, Российская империя — 1941), РСФСР) — русский военачальник, генерал-майор Русской императорской армии Вооружённых сил Российской империи, участник Русско-японской и Первой мировой войн. Начальник штаба 1‑й Сибирской стрелковой дивизии (12.06.1916 — 31.07.1916), начальник штаба 2‑й Сибирской стрелковой дивизии 1‑го Сибирского армейского корпуса (31.07.1916 — 20.11.1916). Начальник Памирского отряда на Памире (1908—1912):

«С именем Александра Муханова (в его бытности начальником Памирского отряда со штаб-квартирой на Хорогском посту) связаны исторические постройки мостов через реку Гунт на Юго-Западном Памире осенью 1909 года в районе Хорога, облегчившего путь оттуда до Ишкашима, Вахана (через Лангар) и по долине реки Шахдара (через Рошткалу) на Восточный Памир. При нём (в чине полковника) завершено строительство колёсной дороги от Памирского до Хорогского постов, вместе с местным населением осваивались заброшенные и невозделанные земли — весной 1909 года высадили более одной тысячи деревьев внутри Хорогского (и вокруг него), Ишкашимского и Лянгарского постов <…> разрабатывал проекты подъездных путей с тем, чтобы активизировать оперативное сообщение между различными долинами края и погранпостов, заменяя традиционные проходы и овринги на более-менее проходимые тропы…».— Геоморфолог и гляциолог, доктор географических наук Николай Леопольдович Корженевский (1879—1958)

## Биография
Родился Александр Владимирович Муханов 4 (16) марта 1874 в Санкт-Петербурге. Разносторонние знания и образование получил во 2‑м кадетском корпусе. 1 сентября 1893 года после учёбы в корпусе поступает на военную службу.
В 1896 году закончил Константиновское артиллерийское училище. Выпущен подпоручиком (ст. 12.08.1896) в лейб-гвардии 3‑ю артиллерийскую бригаду. Поручиком становится в 1900 году (ст. 12.08.1900).
Выпускник Николаевской академии Генерального штаба по 1‑му разряду в 1903 году, произведён в чин штабс-капитана гвардии с переименованием в капитана Генерального штаба (ст. 23.05.1903).
С 18 ноября 1903 по 30 октября 1904 года отбывал цензовое командование ротой в 71‑м Белёвском пехотном полку.
В 1904—1905 гг. участвовал в Русско-японской войне. Старший адъютант штаба 40‑й пехотной дивизии с 13 октября 1904 г. В конце 1904 г. в составе мобилизованной 40‑й пехотной дивизии с приданной ей пулемётной ротой в Виленском военном округе Муханов отправляется на Дальний Восток. С конца октября 1905 года становится старшим адъютантом штаба войск Забайкальской области.
Помощник старшего адъютанта штаба войск Туркестанского военного округа с 17 марта 1906 г. Состоял в распоряжении командующего войсками Туркестанского военного округа с 19 августа 1908 по 31 июля 1912 г., одновременно занимая должность начальника Памирского отряда Туркестанского военного округа — «чин подполковника получил в 1908 году (ст. 06.12.1908), а полковника — в 1911 году (ст. 06.12.1911)»:

«Муханов активно участвовал в строительстве Храма Архангела Михаила на Памире на высоте 2100 метров над уровнем моря для духовного попечения Памирского отряда на Хорогском посту. Начало строительства пришлось на бытность Муханова начальником Памирского отряда, проект храма составил в 1910 году инженер-полковник Александр Александрович Бурмейстр. Строительные материалы, за исключением рваного местного камня, везли из Ферганской области. В строительстве участвовал весь состав Памирского отряда, стены возводили солдаты и жители Шугнанского района. Завершено строительство в 1916 году, освящение храма завершено и приурочено к 25-летию создания Памирского отряда».— 
В период руководства Муханова Памирским отрядом в Хороге открылась 1‑я русско-туземная школа для детей коренных жителей. Впоследствии её выпускники стали одними из основателей Таджикской Советской Социалистической Республики; до противоречивых 1937—1938 гг. в Советском Союзе на ключевых постах в Таджикской ССР пребывали выходцы с Памира, «в рядах которых лидировали выпускники русско-туземной школы».
Как начальник Памирского отряда, Муханов регулярно посещал занятия детей, активно участвовал в организации и совершенствовании процесса обучения, обеспечивал школу необходимой материальной базой. В своём рапорте от 2 января 1910 года он писал:

«С минувшей осени на базарчике в Хороге в специально отстроенном помещении открыта школа для детей туземцев. Намеченная программа включает в себя: русский язык — чтение и письмо; география — сведения о земном шаре и сведения из географии России; история — краткие сведения из истории России; гигиена — краткие сведения анатомии человеческого тела, как сохранить своё здоровье, помощь в несчастных случаях… Последнее посещение классных занятий школы убедило меня в том, что это встало на твёрдые ноги. Дети уже начинают читать слова. Их всего 10 человек в возрасте от 12 до 15 лет. <…> причиной малого числа слушателей является невозможность (ввиду недостатка средств) устроить интернат, ходить из соседних кишлаков <…> затруднительно для мальчиков. <…> предполагаю, однако, отпускать детям в школе горячую пищу и чай… <…> Существование школы пока обеспечено добровольными пожертвованиями, которых набралось 168 рублей 52 копейки и к которым я добавляю 300 руб., из сумм на экстраординарные надобности, находящиеся в моем распоряжении… Лучшими учениками этой школы, были Шириншо Шотемуров, Азизбек Наврузбековв, Сайфулло Абдуллоев, Карамхудо Ельчибеков, Мародусейн Курбонусейнов».— 
В период с 31 июля по 28 августа 1912 г. занимал должность старшего адъютанта штаба Туркестанского военного округа, затем назначен начальником штаба 2‑й Туркестанской стрелковой бригады (утв. 01.12.1913; находился в должности до 19.03.1915).
С мая по сентябрь 1913 г. Александр Муханов отбывал цензовое командование батальоном в 7‑м Туркестанском стрелковом полку, который дислоцировался в городе Скобелеве Ферганской области в составе 2‑й Туркестанской стрелковой бригады 1‑го Туркестанского армейского корпуса.
Муханов был участником Первой мировой войны, по состоянию на 13 марта 1915 г. пребывал на должности начальника штаба 2‑й Туркестанской стрелковой бригады.
Командир 6‑го Сибирского стрелкового полка 2‑й Сибирской стрелковой дивизии (19.03.1915 — 12.06.1916; начальником штаба 2‑й Туркестанской стрелковой бригады награждён за отличие Георгиевским оружием (ВП 07.11.1915)).
12 июня 1916 г. полковник Александр Муханов переведён в Генеральный штаб начальником штаба 1‑й Сибирской стрелковой дивизии. 31 июля 1916 г. назначен начальником штаба 2‑й Сибирской стрелковой дивизии 1‑го Сибирского армейского корпуса. Произведён в чин генерал-майора приказом от 30 октября 1916 г. (ст. 08.03.1916; «за отличия в делах…»).
С 20 ноября 1916 г. в период правления Константина I занимал должность военного агента в Греции.
После Октябрьской революции 1917 г. в рядах Белого движения в Туркестане боролся против Красной армии. После добровольно поступил на службу в Красную армию, был помощником во 2‑й Туркестанской стрелковой дивизии Рабоче-крестьянской Красной армии. 7 августа 1920 г. включён в список Генерального штаба Красной армии (РККА).
В 1920 году Александр Муханов арестован в Ферганской области как участник повстанческого движения против красных:

«Осенью 1919 г., когда дорога от Оша на Памир была занята басмачами и белогвардейцами во главе с полк. Мухановым, <…> на Памир приехал (по заданию Муханова) новый начальник отряда полковник Тимофеев, <…> перед бегством начальником отряда были арестованы двое из таджиков, служившие в отряде: т. Хубоншо Кирманшаев и Азизбек Наурузбеков. <…> Но бегство в Китай через Восточный Памир не удалось, так как киргизами-басмачами (из отряда Мадамин-бека) был вырезан весь Памирский пост (60 чел.; на Восточном Памире) и, боясь басмачей, <…> белогвардейцы бежали в Индию…».— 
С мая 1921 г. Александр Муханов содержался в Бутырской тюрьме в Москве, через 5 лет был освобождён. Незадолго до начала Великой Отечественной войны был вновь подвергнут аресту и в скором времени погиб — предположительно, осенью 1941 года.

## Награды
- Орден Святой Анны 4-й степени (1907),
- Орден Святой Анны 3-й степени (1911; 11.05.1912),
- Орден Святой Анны 2-й степени с мечами (утв. ВП 15.11.1916),
- Орден Святого Станислава 3-й степени (1908),
- Орден Святого Станислава 2-й степени с мечами (утв. ВП 30.10.1916),
- Орден Святого Владимира 4-й степени с мечами и бантом (ВП 13.03.1915),
- Орден Святого Владимира 3-й степени с мечами (ВП 19.04.1916),
- Георгиевское оружие (ВП 07.11.1915)[1][2].

## Семья
- Отец — Муханов Владимир Владимирович (1838—?). Православный, образование высшее военно-инженерное (Николаевская инженерная академия), военный инженер. Генерал-майор с июня 1895 года.
- Мать — Ида Эмилия Жанна Муханова (Гине).
- Братья: Павел Владимирович Муханов (1869—?), Николай Владимирович Муханов (1873—?), Вивиан Владимирович Муханов (1883—?) и Борис Владимирович Муханов (1884—?).
- Сестра Надежда Владимировна Муханова (1875—?; работала в Интуристе).
- Александр Владимирович Муханов и его сурруга Наталия Алексеевна Муханова (в девичестве — Лашкевич) воспитывали четырёх детей: Георгий Александрович (1901—?), Владимир Александрович (1904—1976; счетовод во 2‑й государственной типографии), Вера Александровна (1902—?; муж Г. Н. Мыслицки; работала фельдшером в институте аборта), Ксения Александровна (1912—?; жила в Гомеле и Минске) Мухановы.
- Правнучка — Наталия Бармина[1].

### Комментарии
1. ↑  «Постепенно карнизы переходят в „балконы“, которые висят над рекой на высоте в 50—70 сажен (1,829 м) и по своей изумительной лёгкой конструкции требуют полного внимания как от коня, так и от всадника. Они устроены из жердей, опирающихся на случайные выступы скал и колья, которые заколочены в трещины или же только приставлены к скалам, и неизвестно, каким чудом они служат для балкона опорой. Поверх жердей наложены плиты камня (в один ряд плоскими осколками камней) и хворост с насыпанным на них слоем земли. Все сооружение имеет ширину не более фута (0,3048 м), благодаря чему едущий верхом должен поминутно наклоняться в сторону пропасти, чтобы не задеть плечом за какой-нибудь выступ и не сбросить себя вместе с лошадью в реку»[1].
2. ↑  «…соответствует сегодня званию лейтенанта»[1].
3. ↑  Выпускник по 1-му разряду становился чином по выше, по 2-му — оставался в том же чине, а по 3-му разряду в Генеральный штаб не переводились, возвращались в свои части.
4. ↑  «В Русской Императорской армии цензовое командование — обязательное пребывание в командной должности для продвижения по службе. Кандидатам в генштабисты по окончании Академии Генерального штаба нужно было откомандовать ротой один год, а претендентам на пост командира полка необходимо было пройти четырёхмесячное цензовое командование батальоном»[1].
5. ↑  «В вышеуказанный период округом командовал генерал от артиллерии Павел Иванович Мищенко, затем генерал-лейтенант от кавалерии Александр Васильевич Самсонов»[1].
6. ↑  «Начальником стрелковой бригады на тот период был генерал-майор Иван Васильевич Колпиков»[1].
7. ↑  «2‑я Туркестанская стрелковая бригада была сформирована Туркестанским военным округом в составе 5‑го, 6- го, 7- го и 8- го Туркестанского стрелковых батальонов (с 12.03.1916 — 2‑я Туркестанская стрелковая дивизия)»[1].
8. ↑  «12 сентября 1916 году дивизия Муханова выдержала газобаллонную атаку немецких войск на Икскюльском плацдарме на предмостном креплении: „Задержавшиеся в различных углублениях, окопах и убежищах остатки газов были нейтрализованы при помощи костров и дымовых шашек, зажженных на дне окопов и в убежищах. Часть газов проникла за линию д. д. Узлы, Бруссы и Андрейки, выведя из строя 2660 человек“»[1].
9. ↑  «До 1917 года военный атташе в армии Российской империи назывался военным агентом. Официальные лица в этой должности содержались за границей, чтоб информировать своё правительство об изменениях в армии и военном управлении соответствующей страны, все сведения от них сосредоточивались в военно-учётном комитете главного штаба, входили в состав посольства или были аккредитованы при иностранных дворах в качестве личных представителей своих правителей»[1].
10. ↑  «Свидетельство его причастности проявляется в изданной в Ташкенте статье «Памир в революции (Воспоминание)» (1929) за авторством известного советского государственного деятеля Карамхудо Ельчибекова (1896–1938), участника тех событий»[1].